# Rugby Canada Super League 2008
Rugby Canada Super League 2008 – jedenasta edycja najwyższej klasy rozgrywkowej w rugby union w Kanadzie. Zawody odbywały się w dniach 10 maja–9 sierpnia 2008 roku.
W zawodach triumfowała drużyna Newfoundland Rock, która w finałowym pojedynku pokonała zespół Calgary Mavericks 30–6.

## Finał
| 9 sierpnia 2008 | Newfoundland Rock | 30:6 | Calgary Mavericks |  |
| 9 sierpnia 2008 |                   | 30:6 |                   |  |